# Basilia andersoni
Basilia andersoni är en tvåvingeart som beskrevs av Peterson och Maa 1970. Basilia andersoni ingår i släktet Basilia och familjen lusflugor.
Artens utbredningsområde är Uruguay. Inga underarter finns listade i Catalogue of Life.